# Lemniscomys mittendorfi
Lemniscomys mittendorfi је врста глодара из породице мишева (Muridae).

## Распрострањење
Ареал врсте је ограничен на једну државу. Камерун је једино познато природно станиште врсте.

## Станиште
Станишта врсте су шуме и травна вегетација.

## Угроженост
Ова врста се сматра рањивом у погледу угрожености врсте од изумирања.